# 星型正多角形

五芒星（星型五芒星）

六芒星（二複合三角形型六芒星）

星型正多角形（ほしがたせいたかっけい、英: regular star polygon）とは、平面幾何学図形の一種で、星型多角形のうち正多角形の辺を延ばしたものでかつ、幾つかの正多角形に分解できないものを言う。
五芒星は星型正多角形であるが、六芒星は二つの正三角形に分解できるため、星型多角形ではあるが星型正多角形ではない（芒星図形に関しては星型多角形を参照）。
星型正多角形は正多角形の辺を延ばして作るほかに、正多角形の頂点を何個おきかに飛ばして結んで作ることもできる。

## 性質
正 n 角形の内角は、「180(n - 2)/n」で求めることができる。これを星型正多角形に拡張すると、n の値は分数になり、星型五角形では、正 5/2 角形とすることができる。星型正多角形は辺の数を n、元の正多角形の頂点を結ぶときの飛び数を m として全て正 n/m 角形とすることができる（n にはもとの正多角形の角の数が入る）。また、m はこの星型正多角形が何周して元の位置に戻ったかをあらわしている。この m を星型正多角形の密度という。
1 回しか交わっていない星型偶数角形は、その偶数の半分の多角形 2 枚に分解できるため、正偶数角形から作った星型正多角形は、最低 2 回は交わっていることになる。
星型正多角形は「n と m は同じ数で割り切れない」「n > 2m」の場合のみ可能であるが、一様多面体の頂点形状をあらわすときには、ある面がほかの面と逆に交差するものはその面を n/(n - m) と表すことがある（たとえば二重三角十二・十二面体の星型五角形：[5, 5/3, 5, 5/3, 5, 5/3] など）。